# Nanhermannia tenuicoma
Nanhermannia tenuicoma är en kvalsterart som beskrevs av Hammer 1966. Nanhermannia tenuicoma ingår i släktet Nanhermannia och familjen Nanhermanniidae. Inga underarter finns listade i Catalogue of Life.